# Longitarsus lugubris
Longitarsus lugubris es un coleóptero de la familia Chrysomelidae. Fue descrita científicamente en 1999 por Biondi.